# Deroplia besnardi
Deroplia besnardi là một loài bọ cánh cứng trong họ Cerambycidae.